# Sassofono tenore
Il sassofono tenore è la voce tenorile della famiglia dei sassofoni. È lo strumento che incarna l'immagine del sassofono nell'iconografia popolare ed è riconoscibile per via della caratteristica "gobba" del chiver (collo).
Si tratta di uno strumento traspositore in Sib. La sua estensione va dal La♭2 al Mi5 (il mi alto nel rigo in chiave di violino) ma, come per tutti i sassofoni, viene scritta dal Si♭ sotto il rigo al Fa♯ sopra il rigo. La produzione dei suoni sopracuti è piuttosto agevole con il sax tenore. Questo fa sì che molti tenoristi jazz siano in grado di estendere la tessitura dello strumento anche di un'ottava al di là della tessitura normale. Il timbro del tenore può variare da scuro fino ad essere abbastanza brillante da rivaleggiare, nelle ottave superiori, con il sax contralto.
All'inizio del XX secolo si fabbricava un sax tenore leggermente più piccolo e in Do (quindi non traspositore) detto C-melody sax che ebbe un periodo di popolarità attorno agli anni 1920, in parte perché non richiedeva la produzione di spartiti speciali che all'epoca era piuttosto costosa (e per questo motivo si richiedeva ai sassofonisti la capacità di leggere in Do).
Il tenore è soprattutto utilizzato in formazioni bandistiche e jazzistiche, mentre il suo impiego orchestrale (a differenza del contralto) è piuttosto limitato: ha generalmente parti di accompagnamento che spesso divide con l'eufonio e il trombone. Diverso è invece il caso per quello che riguarda i quartetti di sassofoni, dove il tenore è presenza fissa.
La popolarità del tenore inizia con il jazz, grazie al genio di Coleman Hawkins che seppe trasformarlo da strumento di accompagnamento a protagonista, funzione che ricopre ancora oggi in numerosissime formazioni jazz. Dal jazz il tenore venne poi introdotto nella musica rock, anche se con minor prominenza.
Il Sax Tenore è inoltre lo strumento solista principale impiegato nel celebre tema della Pantera Rosa, scritto da Henry Mancini per l'omonima saga cinematografica ideata da Blake Edwards.
Si stima che, tra tutti gli studenti di sassofono, il 98% inizi studiando il sax alto, e il 10% passi poi al tenore, che è leggermente più grande del contralto e pone qualche problema di intonazione in più.

## Interpreti
Il jazz annovera decine di famosi tenoristi, tra cui si possono ricordare Coleman Hawkins, Ben Webster, James Senese, Lester Young, Stan Getz, Sonny Rollins, John Coltrane (che suonò anche il sassofono soprano), Archie Shepp, Wayne Shorter, Dexter Gordon.

## Repertorio classico
Il tenore ha un repertorio classico abbastanza interessante con pezzi come il "Trio" di Paul Hindemith (trascritto dalla versione originale per Heckelfono, una specie di oboe tenore) e il "Quartetto, Opera 22" di Anton Webern, e la "Sonata per Sax Tenore e Piano" dell'australiano Percy Grainger. Per quanto riguarda il repertorio orchestrale, il tenore è usato nel "Bolero" di Maurice Ravel ed è stato usato da Sergei Prokofiev per delle parti di assolo in "Romeo e Giulietta". Ernst Křenek lo utilizzò nell'opera "Johnny Speilt Auf", che racconta la storia di un sassofonista jazz,
Tra le opere più recenti si possono citare "Périple" di Paul Méfano, "Quarto Episodio" di Betsy Jolas, "Opcit" di Philippe Hurel, "Hard" di Christian Lauba, "Grab it" di Jacob Ter Veldhuis. Il compositore italiano Gian Paolo Chiti scrisse nel 1992 un "Concertino per Sassofono Tenore e Ottetto di Violoncelli", che poi incise per la radio francese nel 1994.

## Usi del sax tenore
Il sassofono tenore agli inizi era usato principalmente come strumento nella banda militare, infatti, poco dopo l'invenzione dello strumento, bande militari come quelle inglese e belga cominciarono ad introdurre nel proprio corpo bandistico il sax tenore. Le bande militari moderne tuttora incorporano quartetti di sax; bande militari inglesi abitualmente fanno uso solo del tenore e del sax contralto, con due o più musicisti per ogni strumento.
Gran parte della popolarità del sassofono negli Stati Uniti deriva dal gran numero di bande militari che c'erano al tempo della guerra civile americana. Dopo la guerra gli ex strumenti della banda militare ormai in disuso sono stati venduti pubblicamente,al servizio della musica gospel e jazz. Il lavoro pionieristico del direttore d'orchestra Patrick Gilmore (1829-1892) era molto influente, fu uno dei primi arrangiatori a mettere gli ottoni (tromba, trombone e cornetta) contro le ance (clarinetto e sassofono), nel modo che ora ha è diventato la norma per big-band negli arrangiamenti.
Il sassofono tenore è diventato noto al grande pubblico attraverso il suo uso frequente nella musica jazz. Il genio pionieristico di Coleman Hawkins nel 1930 sollevò il sax tenore dal suo ruolo tradizionale di appesantire l'insieme e lo stabilì come altamente efficace strumento di melodia a sé stante.